# Fernando Simón Soria
Fernando Simón Soria (Saragossa, 1963) és un metge epidemiòleg espanyol, director del Centre de Coordinació d'Alertes i Emergències Sanitàries del Ministeri de Sanitat des de 2012. És conegut per la seva actuació com a portaveu del comitè especial sobre la malaltia del virus de l'Ebola a Espanya de l'any 2014 i com a portaveu del Ministeri de Sanitat contra el SARS-CoV-2 de 2020.
Metge titular de l'Estat de professió, segons un currículum apòcrif es va diplomar en Epidemiologia a la London School of Hygiene and Tropical Medicine i va formar part del Programa Europeu de Formació en Epidemiologia d'Intervenció de Centre Europeu per a la Prevenció i Control de Malalties, i va ser director del Centre de Recerca en Malalties Tropicals de Manhiça (Moçambic) i de l'Hospital de Ntita a Burundi. Malgrat tot, aquestes formacions i responsabilitats concretes no queden recollides en cap currículum oficial i han sorgit veus que les posen en dubte. També se l'ha acusat d'haver-se beneficiat professionalment de les influències de la família de la seva dona, María Romay Barja.
Va ser director de programes del Centre Nacional d'Epidemiologia (CNE) i coordinador de la Unitat d'Alerta i Resposta Sanitària també d'aquest centre entre 2003 i 2011.
Actualment és director del Centre de Coordinació d'Alertes i Emergències Sanitàries del Ministeri de Sanitat i docent de l'Escola Nacional de Sanitat i membre del comitè assessor de Centre Europeu per a la Prevenció i Control de Malalties.
En la Pandèmia de Coronavirus del 2020 va ser el portaveu del Govern espanyol on per la seva actitud calmada va tenir ressò popular, amb seguiment pop, amb la seva imatge a samarretes, graffiti, i mems d'internet. Va deixar de ser el portaveu habitual durant l'estiu de 2021.

## Galeria

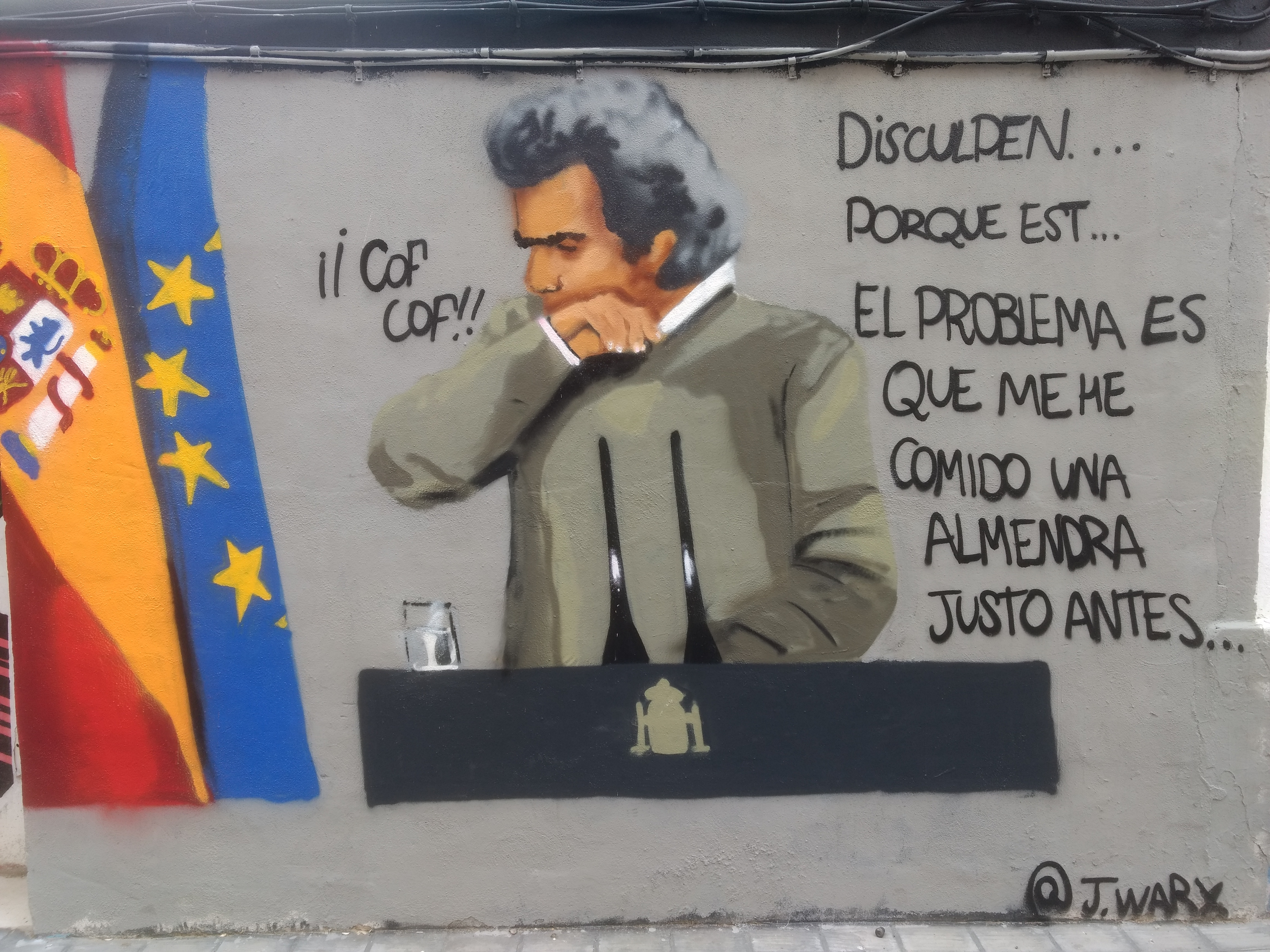
Mural de J. Warx a Benimaclet, representant un incident ocorregut durant una roda de premsa el 2020.